# Мавзолей Авіценни

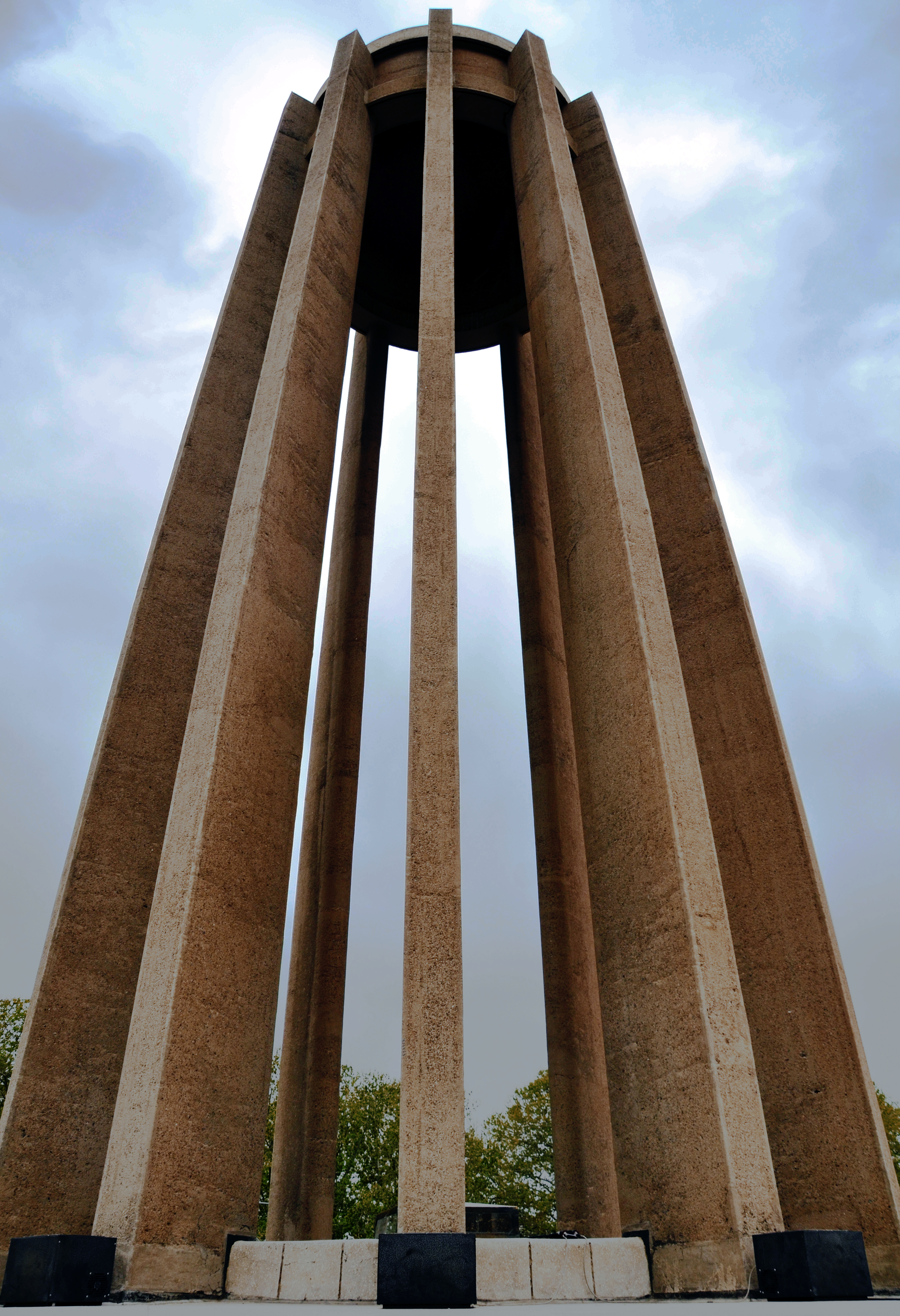

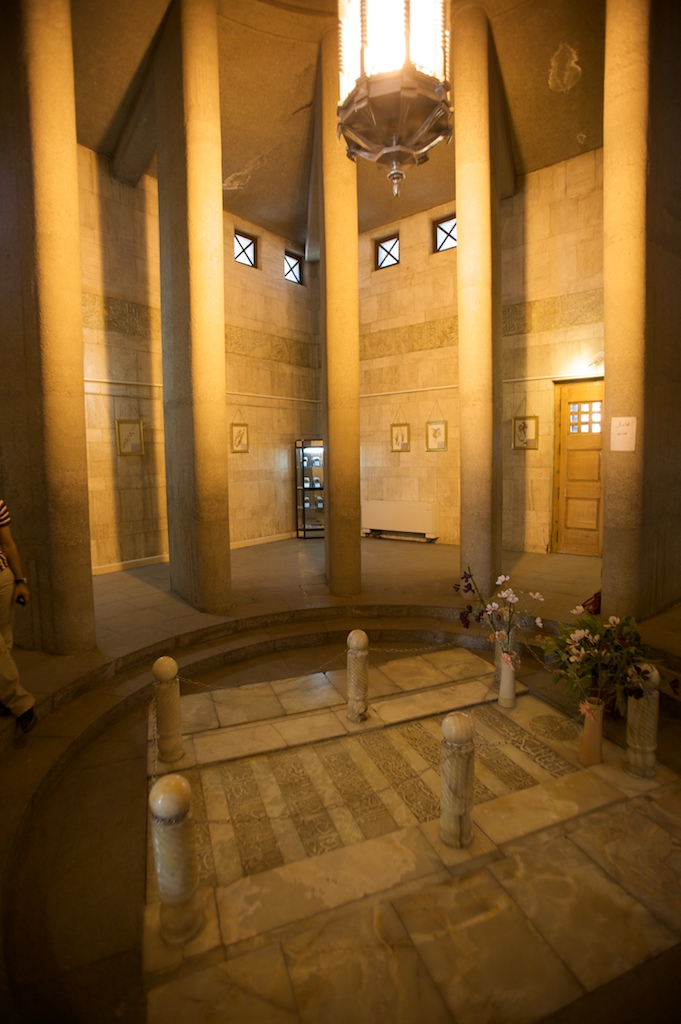
Інтер'єр мавзолею

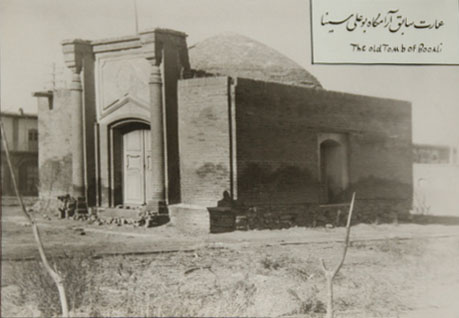
світлина старого гробу до 1950

Мавзолей Авіценни в Хамадані, Іран, побудований 1952 року на місці могили Авіценни (пом. 1037). Раніше там була інша будівля, яка позначала місце поховання, але її знесли щоб звільнити місце для нового мавзолею. Ця робота була першою, яку держава доручила Хушангу Сейхуну.
Мавзолей увінчаний веретеноподібною вежею, вигляд якої навіяний могильною вежею Гонбат-е-Ґабус епохи Зіяридів.
Поруч з мавзолеєм є бібліотека, невеликий музей і мармуровий пам'ятник.
Уряд Пехлеві мав намір побудувати такий мавзолей принаймні від 1939 року. Зрештою було вирішено таким чином відзначити тисячоліття народження Авіценни (традиційно 370 рік хіджри, відповідний до нашого 1950/1).
Урочиста церемонія відкриття мавзолею відбулась у травні 1954. Також на честь Авіценни змінив свою назву й проспект, який проходить у тому місці.
Оскільки ця споруда була центральним елементом, за допомогою якого уряд Пехлеві поширював іранський націоналізм, то її могли зруйнувати після ісламської революції.
Але, оскільки й сам Хомейні був шанувальником Авіценни, все так і залишилось. Площу бу Алі ібн Сіни також не стали перейменовувати на честь революції, а вулиця Абу Алі ібн Сіни з'єднує її з центральною площею Імама Хомейні.

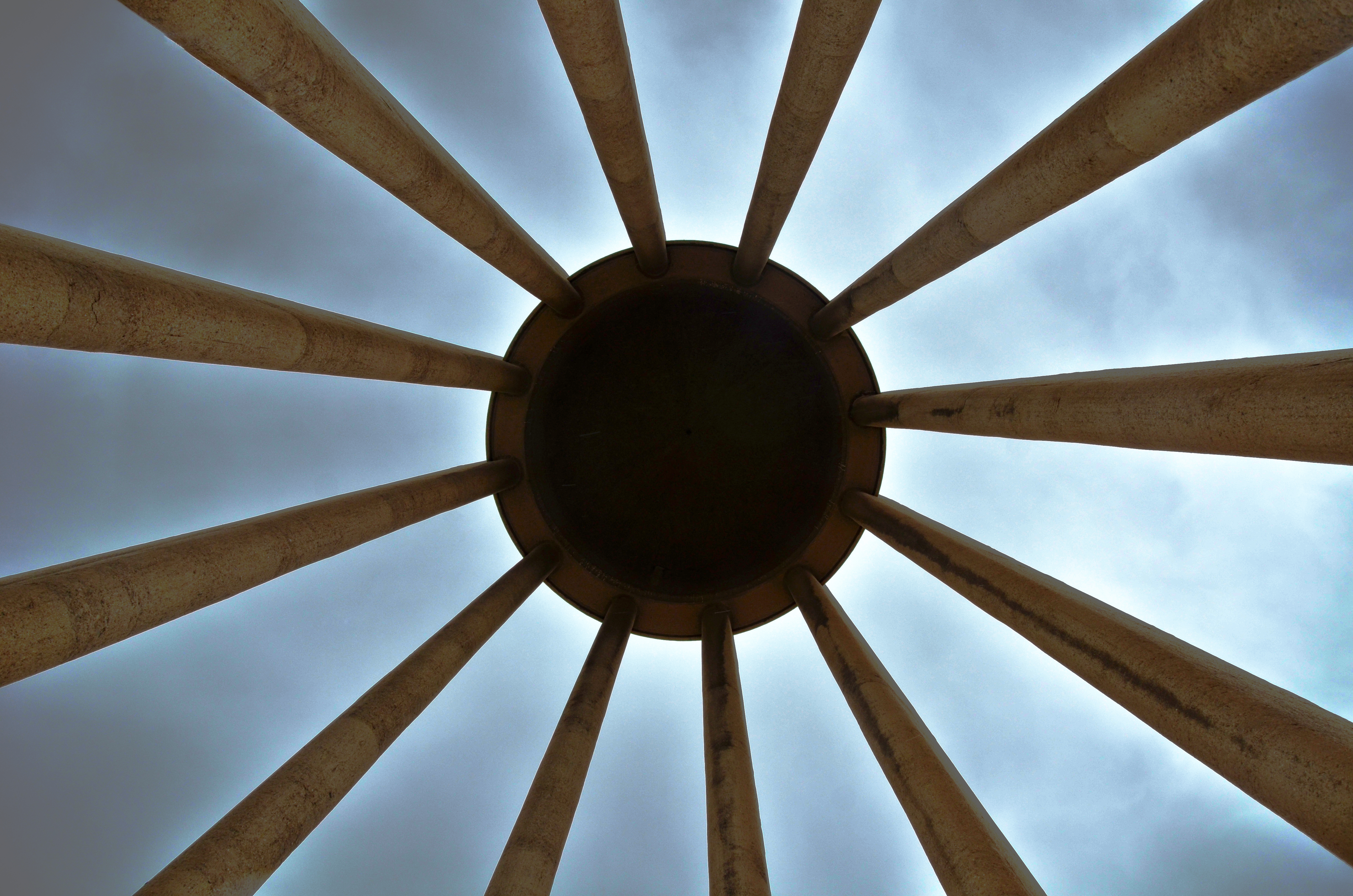